# Алькальде, Хорхе
Хорхе «Ка́мполо» Алька́льде (исп. Jorge Luis Félix "Campolo" Alcalde Millos; 26 ноября 1916, Кальяо — 25 июня 1990, Лима) — перуанский футболист, нападающий. Победитель чемпионата Южной Америки 1939 года, участник Олимпийского футбольного турнира 1936 года. Один из самых ярких нападающих перуанской сборной 1930-х годов.

## Биография
Хорхе Алькальде — младший брат другого известного перуанского футболиста, Теодоро «Приско» Алькальде. Также у них был ещё один брат, Виктор. В 1930-е годы Теодоро и Хорхе были одними из лидеров команды «Спорт Бойз», которая становилась в 1935 и 1937 годах чемпионом Перу. В 1938 году Хорхе отправился в Аргентину, где выступал за знаменитый уже тогда «Ривер Плейт» в профессиональном первенстве и выиграл два титула чемпиона Аргентины. Несмотря на довольно приличную результативность, продлевать контракт с перуанцем в «Ривере» не стали, и Хорхе перешёл в «Банфилд», где выступал с 1942 по 1945 год. Завершали зарубежный этап карьеры Алькальде выступления в «Тальересе» из Ремедиос-де-Эскалады, а также сезон, проведённый в уругвайском «Ливерпуле». Возвращался на родину Хорхе уже в статусе признанного ветерана перуанского футбола - его удалось перекупить одному из сильнейших клубов страны, «Университарио». С этой командой Хорхе в 1949 году выиграл свой третий чемпионат Перу. Завершал карьеру футболиста Алькальде в родном «Спорт Бойз».
В 1935 году Хорхе помог сборной Перу занять третье место на чемпионате Южной Америки. На следующий год Хорхе и Теодоро отправились в составе сборной Перу в Германию на летние Олимпийские игры. Перуанская команда была единственным представителем Южной Америки на турнире и выступала очень зрелищно. После победы в первом раунде над сборной Финляндии (7:3), перуанцы встретились в 1/4 финала с австрийской «вундертим». Австрийцы, полуфиналисты чемпионата мира 1934 года, после первого тайма выигрывали 2:0, но перуанцы счёт сравняли (первый гол был на счету Хорхе), а в добавленное время забили ещё 2 гола. На последней минуте овертайма, когда было очевидно, что Австрия не сможет одержать победу, на поле выбежали перуанские болельщики. Австрия подала протест и ФИФА приняла чудовищное по своей несправедливости решение — переиграть матч. Перуанская делегация в знак протеста покинула турнир, а австрийцы, обыграв в полуфинале относительно скромную сборную Польши, выиграли серебряные медали турнира.
В 1937 году Камполо участвовал в чемпионате Южной Америки, который сложился для Перу крайне неудачно — последнее, шестое место. В 1938 году он помог Перу выиграть Боливарианские игры, состоявшиеся в Боготе. Хорхе стал лучшим бомбардиром того турнира. На следующий год Хорхе вместе со своим братом стал чемпионом Южной Америки. Всего Хорхе в 15 играх за сборную Перу отметился 13-ю забитыми голами.
Хорхе Алькальде умер 25 июня 1990 года, в возрасте 73 лет.

## Достижения
- Чемпион Перу (3): 1935, 1937, 1949
- Чемпион Аргентины (2): 1941, 1942
- Чемпион Южной Америки: 1939
- Победитель Боливарианских игр: 1938
- Лучший бомбардир чемпионата Перу (2): 1935, 1938
- Лучший бомбардир Боливарианских игр: 1938